# Åke Johnson
Johan Åke Johnson, född 14 april 1923 i Norra Mellby församling i Kristianstads län, död 6 februari 2024 i Enskede distrikt i Stockholms län, var en svensk militär.

## Biografi
Johnson avlade studentexamen i Hässleholm 1944. Han avlade sjöofficersexamen vid Sjökrigsskolan 1947 och utnämndes samma år till fänrik i flottan, där han befordrades till löjtnant 1949. Han var fartygschef på mintorpedbåt 1953, på minsvepare 1955 och på torpedbåt 1955–1956. Han gick Stabskursen vid Sjökrigshögskolan 1956–1957, var aspirant vid Försvarsstaben 1957–1958, befordrades till kapten 1959, var flaggadjutant i Kustflottan 1959–1962 och tjänstgjorde vid Studieavdelningen i Försvarsstaben 1962–1966, befordrad till kommendörkapten av andra graden 1965. Efter att ha befordrats till kommendörkapten av första graden 1966 och genomgått chefskurs vid US Naval War College 1966–1967 var han chef för Torpedbåtsdivisionen 1967–1968 och chef för Allmänna avdelningen vid Marinstaben 1968–1972 samt studerade vid Försvarshögskolan 1972. År 1972 befordrades han till kommendör, varpå han var chef för Sektion 1 i Marinstaben 1972–1973, ställföreträdande chef och stabschef (flaggkapten) i Kustflottan 1973–1978 och marinattaché vid ambassaderna i Washington och Ottawa 1978–1982. Johnson befordrades till kommendör av första graden 1982 och var chef för Operationsledningen vid staben i Södra militärområdet 1982–1983. Han avlade civilekonomexamen 1990.
Åke Johnson invaldes som ledamot av Kungliga Örlogsmannasällskapet 1966.

### Utmärkelser
- Riddare av första klass av Svärdsorden, 1965.[7]